# Trogon chionurus
Trogon chionurus е вид птица от семейство Трогонови (Trogonidae).

## Разпространение
Видът е разпространен в Еквадор, Колумбия и Панама.